# 梅特拉赫
梅特拉赫（德語：Mettlach，發音：[ˈmɛtlax]）是德国萨尔兰州梅尔齐希-瓦登县的市镇，总面积77.82平方千米，2023年12月31日总人口为12,087人。